# Regimiento Reforzado n.º 6 "Matucana"
El Regimiento Reforzado n.º 6 "Matucana" o Regimiento Reforzado "Matucana" fue una unidad perteneciente a la VI División de Ejército de Chile. Fue creado el 1 de enero de 1836. Este regimiento se ubica en la ciudad de Arica.

## Origen
Este Regimiento nace como resultado de la reestructuración del ejército llevada a cabo el año 2003, esta unidad militar es la unión de los Regimientos de Artillería N.º 6 "Dolores", de Caballería Blindada N.º 9 "Vencedores" y de Ingenieros N.º 6 "Azapa".

## Actualidad
Está conformado por el Grupo de Caballería Blindada n.º 9 "Vencedores", Grupo de Artillería n.º 6 "Dolores" y el Batallón de Ingenieros n.º 6 "Azapa".
Su fecha de aniversario es el 1 de enero, en honor a la Batalla de Matucana, ocurrida en la Guerra contra la Confederación Perú-Boliviana. 
En el mes de diciembre de 2007 esta unidad militar pasó a denominarse 1era. Brigada Acorazada "Coraceros" producto del plan de creación de Brigadas Acorazadas compuestas de personal únicamente profesional.

## Fuente
Ejército de Chile
- Datos: Q5493686